# جوزيف فارغاس
جوزيف فارغاس (بالإنجليزية: Joseph Vargas)‏ هو لاعب كرة الماء أمريكي، ولد في 4 أكتوبر 1955 في لوس أنجلوس في الولايات المتحدة.

## وصلات خارجية
- جوزيف فارغاس على موقع قاعة مشاهير السباحة الأمريكية (الإنجليزية)
- جوزيف فارغاس على موقع اللجنة الأولمبية الدولية (الإنجليزية)
- جوزيف فارغاس على موقع أوليمبيديا (الإنجليزية)